# Pedro Lagarto
Pedro Lagarto fou un compositor i organista espanyol del segle XV del qual s'ignora el lloc i data de naixement i mort.
Per documents trobats per Francisco Asenjo Barbieri a l'Arxiu capitular de la Catedral de Toledo se sap que fou clergue i racioner d'aquesta Catedral, havent guanyat en renyida oposició la plaça de mestre de cleriçons i organistes, vacant en la mateixa per la mort d'Alfonso de la Torre.
L'anomenat Barbieri atribueix a aquest notable polifonista les quatre composicions que inclou en el seu Cancionero Musical de los siglos XV y XVI, delicades mostres de l'estil madrigalesc.